# Rarécourt
Rarécourt is een gemeente in het Franse departement Meuse (regio Grand Est) en telt 208 inwoners (1999). De plaats maakt deel uit van het arrondissement Verdun.

## Geografie
De oppervlakte van Rarécourt bedraagt 15,5 km², de bevolkingsdichtheid is 13,4 inwoners per km².
De plaats ligt aan de rivier de Aire.
De onderstaande kaart toont de ligging van Rarécourt met de belangrijkste infrastructuur en aangrenzende gemeenten.

## Demografie
Onderstaande figuur toont het verloop van het inwonertal (bron: INSEE-tellingen).